# Wapen van Linne

Wapen van Linne

Het wapen van Linne was van 1896 tot 1991 het wapen van de voormalige Limburgse gemeente Linne in Nederland. Het bestaat uit een doorsneden schild met daarop het kerkpatroon van Linne en het wapen van Gelderland. 

De beschrijving luidt: 
"Doorsneden : I (boven) in azuur St.Maarten, gekleed en gehelmd van zilver en gehuld in een met hermelijn gevoerden zilveren mantel, gezeten op een paard van sabel, getuigd van zilver en gaande over een grond van hetzelfde; met een zilveren zwaard met gouden gevest snijdt hij een stuk van zijn mantel af, hetwelk hij geeft aan een naakten bedelaar van natuurlijke kleur, omgord van zilver, II (onder) eerste van azuur beladen met een omgewenden dubbelstaartigen leeuw van goud, gekroond van hetzelfde, getongd en genageld van keel, tweede van goud met een leeuw van sabel, getongd en genageld van keel (Gelderland)"

## Geschiedenis
Sint Maarten is de kerkpatroon van Linne. Het wapen van Gelderland geeft de verbondenheid met Gelre aan. Linne was een van de schepenbanken binnen het ambt Montfort binnen Opper-Gelre. Uit het jaar 1575 stamt het oudst bekende zegel van Linne met daarop een afbeelding van Sint Maarten. Sint Maarten draagt op het zegel het schild van Gelre en Gulik. Bij de aanvraag van een wapen in 1896 vroeg het gemeentebestuur een wapen aan volgens het oudst bekende zegel. Het ontwerp werd afgewezen door de Hoge Raad van Adel en kwam met het voorstel van het doorsneden schild, met boven Sint Maarten en onder Gelre. Het wapen werd in 1896 verleend aan de voormalige gemeente Linne. Linne werd in 1991 samengevoegd met de gemeente Maasbracht, de Gelderse leeuw van Linne werd overgenomen in het wapen van Maasbracht.